# Alexander Purnell
Alexander Purnell (* 30. Januar 1995 in Brisbane) ist ein australischer Ruderer, der 2021 Olympiasieger im Vierer ohne Steuermann wurde.

## Sportliche Karriere
Purnell gewann 2015 die Bronzemedaille im Doppelvierer bei den U23-Weltmeisterschaften, 2016 belegte er mit dem Achter den achten Platz. 2017 trat er erstmals im australischen Achter der Erwachsenenklasse an und belegte den achten Platz bei den Weltmeisterschaften in Florida. 2018 wechselte er in den Doppelvierer. Der australische Doppelvierer mit Caleb Antill, Campbell Watts, Alexander Purnell und David Watts gewann bei den Weltmeisterschaften 2018 in Plowdiw die Silbermedaille hinter den Italienern. 2019 trat Purnell im Ruder-Weltcup im Doppelvierer an. Bei den Weltmeisterschaften in Linz/Ottensheim ruderte er mit dem Achter auf den sechsten Platz.
Nach der Zwangspause wegen der COVID-19-Pandemie trat Purnell 2021 im Vierer an. Bei den Olympischen Spielen in Tokio siegte der australische Vierer ohne Steuermann mit Alexander Purnell, Spencer Turrin, Jack Hargreaves und Alexander Hill mit 0,37 Sekunden Vorsprung vor den Rumänen. Im Jahr darauf gewannen Purnell, Turrin, Hargreaves und Joseph O’Brien bei den Weltmeisterschaften 2022 die Silbermedaille hinter dem britischen Vierer. 2023 in Belgrad belegten Purnell, Turrin, Hargreaves und Hill den fünften Platz im Vierer. 2024 wechselten alle außer Hill in den Achter, der bei den Olympischen Spielen 2024 in Paris den sechsten Platz belegte.
Sein Bruder Nicholas Purnell nahm ebenfalls als Ruderer an den Olympischen Spielen 2020 teil. Beide Brüder gehören dem Ruderclub der Sydney University an.